# W. Price Hunt
William —o Wilson— Price Hunt (Asbury (Nueva Jersey) 20 de marzo de 1783 – San Luis, Misuri, 13 de abril de 1842) fue uno de los primeros pioneros del  Territorio de Oregón en el Pacífico Noroeste de América del Norte. 
Empleado como agente en el comercio de pieles bajo John Jacob Astor, Hunt organizó y dirigió el grupo de unos 60 hombres de la Expedición de Astor que viajó a Oregón por tierra  para establecer un puesto de comercio de pieles en la desembocadura del río Columbia. El grupo llegó en febrero de 1812, para unirse a la parte de la expedición que había viajado por mar en Fort Astoria, que ese grupo acababa de terminar.  Los astorianos, como se les conoce, fueron el primer grupo importante en cruzar hasta el Pacífico después de la expedición de Lewis y Clark (1804-1806) .
El viaje desde Misuri a la futura sede de Astoria tomó 340 días.  Según su propio relato, Hunt viajó 3336 km desde un poblado de los arikaras, en la actual Dakota del Sur, hasta el final del viaje.
La expedición de regreso fue dirigida por Robert Stuart, que descubrió el South Pass (paso del Sur), un paso de montaña (2304 m) para franquear la divisoria continental en las Montañas Rocosas y que será clave en la ruta de Oregón (Oregon Trail), la ruta hacia el Oeste que sería establecida no muchos años después.

## Biografía
Los registros históricos se refieren a Hunt como «William»  y como  «Wilson». Originario de Trenton, New Jersey, Hunt se mudó a St. Louis en 1804 y trabajó vendiendo diversas mercancías durante varios años.  En 1810 se relacionó con John Jacob Astor. Astor había fundado la Pacific Fur Company, como parte de su plan para afianzarse en la costa noroeste y permitir el desarrollo y la realización de un comercio más rentable con los chinos. Los seis socios de la compañía (sin incluir a Astor) eran todos canadienses y antiguas figuras destacadas de la North West Company, excepto Hunt, que era el único estadounidense. Hunt era el segundo en la línea  detrás de Astor como «socio y primer agente residente», actuando como su representante personal en su ausencia.

### La expedición de Astor terrestre
La compañía envió dos expediciones simultáneas: una por mar directamente a la desembocadura del Columbia, para establecer el puesto, y otra por tierra, para demostrar la viabilidad de la ruta como línea de suministro. Hunt fue puesto a cargo de la expedición por tierra y también asumiría el cargo en Astoria a su llegada.
Hunt nunca antes había viajado al interior del oeste, pero se había dedicado al comercio indio de segunda mano mientras estaba en St. Louis, suministrando bienes y equipos a los comerciantes. Donald Mackenzie también socio de la compañía, acompañó a Hunt. McKenzie tenía una amplia experiencia en tierras vírgenes, habiendo trabajado diez años en el interior como empleado de la Northwest Company. «Bajo... dos líderes como Hunt y McKenzie, él [Astor] tenía, de hecho, todo que esperar y poco que temer».
El 5 de julio de 1810, Hunt y McKenzie partieron hacia St. Louis desde Montreal con varios voyageurs canadienses. En el camino continuaron reclutando hombres para la expedición. Hunt tuvo dificultades para encontrar hombres de calidad en Mackinaw y St. Louis. En Mackinaw, se sintió desanimado por la calidad de los hombres y descubrió que la mayoría «bebía por la mañana, borracho al mediodía y completamente borracho por la noche». Además, se enfrentó a una competencia constante por reclutar entre las más establecidas Compañías del Noroeste y Mackinaw en Michilimackinac y la Missouri Fur Company en St. Louis.  Habiendo finalmente reunido un grupo, Hunt llegó a Nodaway, Misuri, el 16 de noviembre de 1810, y se instaló en sus cuarteles de invierno. Partieron el 22 de abril de 1811.
En el curso de su viaje río arriba por el río Misuri, Hunt reclutó a varios ex hombres de la Missouri Fur Company que regresaban del interior. Su plan original había sido remontar los ríos Misuri y luego Yellowstone, pero la información proporcionada por esos hombres sobre la hostilidad de los pies negros en el alto Misuri le hizo cambiar de rumbo y cruzar hacia el Columbia por tierra.
Hunt compró caballos a la tribu arikara cerca de la actual Pierre (Dakota del Sur) y comenzó el largo viaje por tierra hacia el oeste. El grupo pasó a lo largo de los límites de las montañas Black Hills y Bighorn y luego cruzó las montañas Wind River hacia el valle del río Green a través del Union Pass. Aquí descendieron el río Hoback hasta su unión con el río Snake y cruzaron el paso de Teton hasta el abandonado fuerte Henry, llegando el 18 de octubre de 1811. Sabiendo que estaban entonces en la cabecera del Columbia, el grupo anticipó que la mayoría de sus desafíos se habían terminado, y Hunt cedió a los deseos de sus hombres de abandonar los caballos y embarcarse río abajo en canoa. Esta fue una decisión fatídica ya que el curso del río Snake resultó ser completamente innavegable en canoa, lo que obligó al grupo a viajar a pie y provocó que los hombres soportaran graves dificultades. Después de nueve días de intentar recorrer el río, perdieron a un hombre y dos canoas en los rápidos y reconsideraron su plan. Embarcándose a pie, se dividieron en cuatro grupos y tomaron diferentes rutas para acercarse a la desembocadura del Columbia. El grupo de Hunt llegó el 15 de febrero de 1812.
El viaje desde Misuri hasta el futuro sitio de Astoria, Oregón, les tomó 340 días. Según su propio relato, Hunt viajó 3336 km desde el pueblo de los arikaras, en la actual Dakota del Sur, hasta el final del viaje. Robert Stuart dirigió una expedición de regreso por tierra, que descubrió el South Pass, un acidente clave del Oregón Trail que pronto se establecerá.
El 4 de agosto de 1812, Hunt zarpó en el barco recién llegado enviado por Astor, el Beaver, para establecer comercio con el establecimiento ruso en New Archangel en la actual Alaska, dejando a Duncan McDougall  a cargo del fuerte. Hunt permaneció ausente de Astoria más tiempo del previsto, obligado a esperar el pago en New Archangel y luego desviándose hacia las islas Hawái para reparar los daños que sufrió el Beaver en una tormenta. Mientras estaba en las islas hawaianas, se enteró de la guerra de 1812 que había estallado entre Estados Unidos y Gran Bretaña y alquiló el barco Albatros para desembarcar en Astoria. Mientras tanto, McDougal, ante la precaria situación de Astoria, llegó a un acuerdo para vender el fuerte a la Northwest Company. A su regreso a Astoria, Hunt estaba disgustado con la decisión y cuestionó los motivos de los socios canadienses, pero a pesar de su protesta estaba obligado a cumplir con su decisión. Poco después de llegar, abandonó nuevamente el fuerte, esta vez en el Albatros con destino a las islas Marquesas y Hawái con el fin de llevar al mercado una gran cantidad de las pieles acumuladas en Astoria, adquirir un barco y un cargamento de provisiones, y devolver a casa a los isleños hawaianos que estaban empleados por la Compañía en Astoria. Mientras estaba en las islas hawaianas, Hunt compró el bergantín Pedlar [Buhonero], que aprovisionó y navegó a Astoria para realizar negocios relacionados con la transferencia del fuerte a los británicos. El Pedlar luego viajó nuevamente a New Archangel y luego a Kamchatka antes de ser capturado en agosto de 1814 por los españoles acusado de contrabando y retenido en la costa de California en San Luis Obispo durante dos meses. Después de ser liberado, el Pedlar regresó a las islas hawaianas y finalmente a China para adquirir un cargamento de productos chinos para comerciar en Nueva York. Hunt llegó a Nueva York con su cargamento en octubre de 1816.
Hunt finalmente regresó a St. Louis en 1817 y compró una gran extensión de tierra al suroeste de la ciudad, en la que cultivó e hizo mejoras hasta su muerte en 1842. Fue nombrado director de correos de St. Louis en 1822 por el presidente Monroe y ocupó ese cargo hasta 1840.
La expedición de Hunt es una de las muchas escenas representadas en la Columna de Astoria, y su nombre está inscrito en un friso en la cámara del Senado del Estado de Oregón del Capitolio del Estado de Oregón.